# Weleśniów
Weleśniów (ukr. Велеснів) – wieś na Ukrainie w obwodzie tarnopolskim, w rejonie czortkowskim.
Do 2020 w rejonie monasterzyskim.
Pierwsza wzmianka o Weleśniowie pochodzi z 1444 r. Wierni obrządku rzymskokatolickiego należeli najpierw do parafii pw. Trójcy Przenajświętszej w Baryszu, a od 1925 r. do parafii pw. Św. Antoniego w Puźnikach.
W 1921 r. wieś liczyła, 115 zagród i 732 mieszkańców, w tym 357 Ukraińców, 356 Polaków i 19 Żydów. 16 lutego 1945 r. nacjonaliści ukraińscy z UPA zatrzymali 46 Polaków, mężczyzn w wieku 16 – 60 lat i spalili żywcem w drewnianej szopie.

## Religia
We wsi znajdują się
- kościół rzymskokatolicki, zbudowany w latach 1927–1928, obecnie nieczynny[4].
- cerkiew

## Urodzeni we wsi
- Wołodymyr Hnatiuk (1871–1926) – ukraiński etnograf, folklorysta, językoznawca, literaturoznawca, krytyk.

## Ludzie związani z Weleśniowem
- Ostap Czeremszynśkyj – ukraiński badacz, dyrektor Obwodowego Muzeum Wołodymyra Hnatiuka z siedzibą w Weleśniowie
- Romana Czeremszynśka – ukraińska badaczka, dyrektorka miejscowego Muzeum Wołodymyra Hnatiuka
- Maria Gruszecka – nauczycielka, w 1930 mianowana kierowniczką miejscowej 2-klasowej szkoły[6]

## Bibliografia

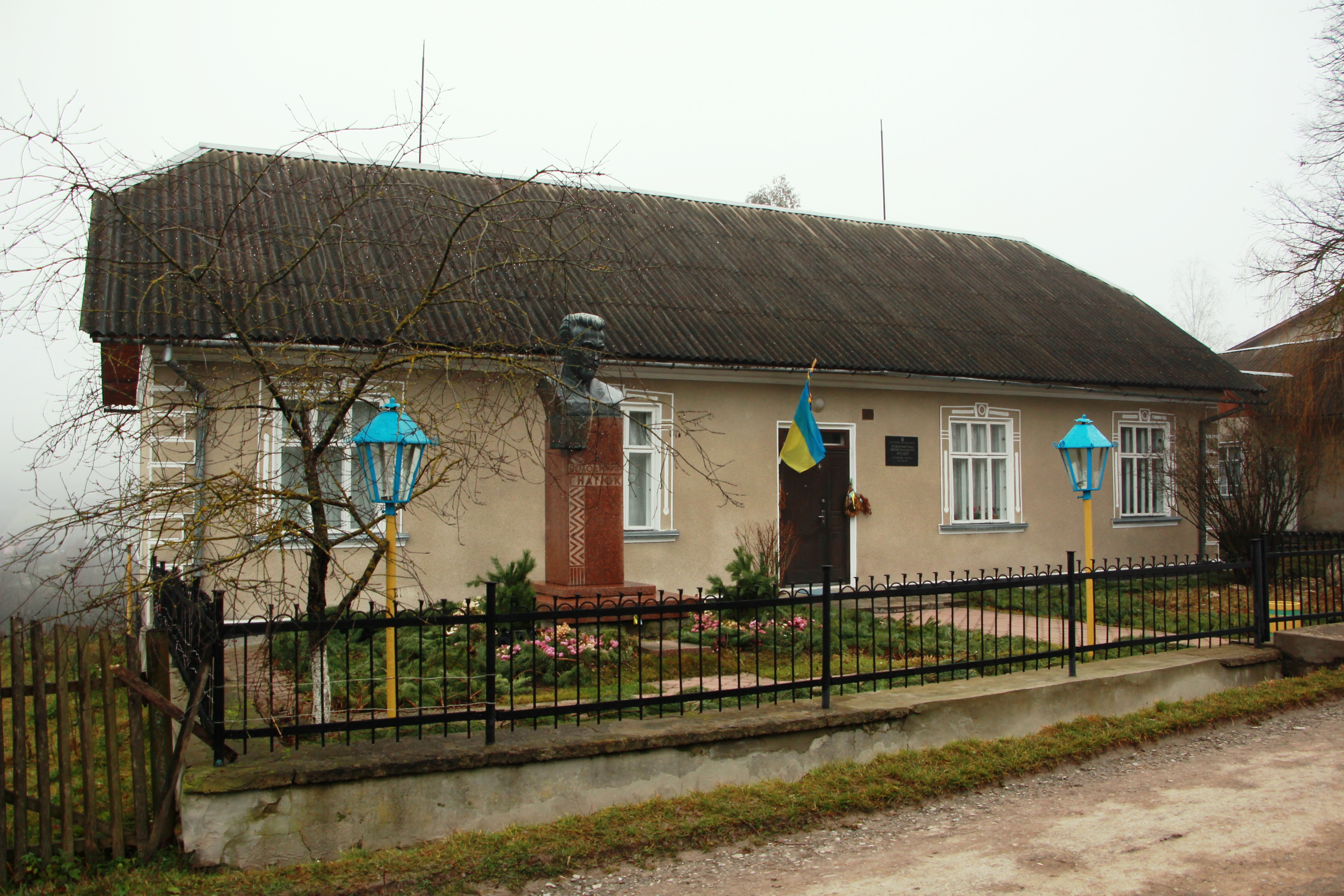
Muzeum Wołodymyra Hnatiuka